# 9,10-双(苯乙炔基)蒽
9,10-雙(苯乙炔基)蒽（BPEA）是与并七苯（C30H18）同分异构的芳香烴。在常溫常壓下是橘黃色晶體。溶解在鄰苯二甲酸二乙酯時是綠色透明液體。
通常用於螢光棒中的綠色螢光的螢光染料。
它也被用在有機半導體和有機發光二極管的添加劑
- 1-氯-9,10-雙(苯乙炔基)蒽發出黃綠色光，用於30分鐘高強度螢光棒
- 2-氯-9,10-雙(苯乙炔基)蒽發出綠光，用於12小時低強度螢光棒